# Phillip Crosby
Phillip Lang Crosby (ur. 13 lipca 1934 w Los Angeles, zm. 13 stycznia 2004 w Los Angeles) – amerykański piosenkarz i aktor, syn amerykańskiego wokalisty i aktora Binga Crosby'ego i jego pierwszej żony Dixie Lee. Philip rozpoczął karierę śpiewając wraz z trzema braćmi i ojcem.

## Życiorys
Phillip Crosby rozpoczął służbę w armii w 1955 roku, a w lutym 1956 roku został wysłany do Niemiec Zachodnich, aby dołączyć do swego brata bliźniaka.
Jako piosenkarz solowy zadebiutował 27 kwietnia 1965 roku w Hyatt's Backstage Bar w Burlingame (Kalifornia). Po rozwinięciu swojej działalności dwukrotnie udał się do Wietnamu z Bobem Hope'em, by zabawiać żołnierzy.
Potem pojawiła się  okazja, aby kupić udziały klubu nocnego w Atlancie. Crosby występował tam przez kilka lat. Swój ostatni występ dał na imprezie Elk's Club w Burbank w 1983 roku.
Zmarł 13 stycznia 2004 roku w Woodland Hills w Kalifornii na zawał serca w wieku 69 lat. Został pochowany na Holy Cross Cemetery w Culver City.

## Najbliższa rodzina
- Bing Crosby (ojciec)
- Dixie Lee (matka)
- Gary Crosby (brat)
- Dennis Crosby (brat bliźniak)
- Lindsay Crosby (brat)
- Kathryn Grant Crosby (macocha)
- Harry Crosby (przyrodni brat)
- Mary Crosby (przyrodnia siostra)
- Nathaniel Crosby (przyrodni brat)
- Larry Crosby (wujek)
- Bob Crosby (wujek)
- Denise Crosby (bratanica)

## Dyskografia

### Single
- 1963: Where The Blue Of The Night (Meets The Gold Of The Day)
- 1963: Little By Little
- Thanks
- Ball Of Love

### Albumy
- 1950: A Crosby Christmas (EP) – z Dennisem Crosbym, Garym Crosbym, Lindsay’em Crosbym oraz Bingiem Crosbym

The Crosby Boys
- 1960: The Crosby Brothers – Dennis – Philip – Lindsay Crosby
- 2000: Presenting the Crosby Brothers